# چزیلهورست، نیوجرسی
چزیلهورست (به انگلیسی: Chesilhurst) شهری در ایالت نیوجرسی کشور ایالات متحده آمریکا است که جمعیت آن در سرشماری سال ۲۰۱۰ میلادی، ۱٬۶۳۴ نفر بوده‌است.